# Nakenterapi
Nakenterapi är terapi eller psykoterapi, där nakenhet används som ett medel i behandlingen och anses bidra till att uppnå eftersträvat resultat. Det förekommer dels att antingen terapeuten (terapeuterna) eller den person eller grupp som behandlas är nakna, dels att samtliga är nakna.
Nakenhet var vanligt vid botande i äldre tid och uppmärksammades i början på 1900-talet, då dels solbelyst hud förknippades med hälsa, dels dåtidens kläder på goda grunder ansågs ohygieniska – naket stärkande friluftsliv förespråkades men kom även att användas i psykoterapi från 1960-talet.
Sedan 2010 driver en kvinna en onlinetjänst, "The Naked Therapist" Sarah White. Via webbkamera samtalar hon med män runt om i världen om deras problem. Det som skiljer sig från andra terapeuter är att hon efter hand tar av sig kläderna och även låter klienterna göra det. Hennes verksamhet har fått mycket uppmärksamhet i massmedia, och även från terapibranschen, men utan att mötas av egentlig kritik.
Nakenterapi har blivit vanligare efter Sarah Whites framgångar. Numera finns även 
Naked Yoga Therapy. En terapeut i Australien, Tamra Mercieca, driver sedan 2018 ”naked therapy”, där nakenheten är mer bildlig.

## Historik
Metoden har lång tradition sedan antiken och finns i 1800-talets folkkultur, där nakenhet ”var ett skydd mot det onda”. Men med erfarenhet av 1800-talets ohygieniska klädmode uppfattades nakenhet som allmänt hälsobringande, även i skolmedicin och hälsovetenskap. Uppfattningen att det även var nyttigt för själen fick akademisk status på 1930-talet genom mer systematiska studier av de psykologiska effekterna av social nakenhet hos naturister som då blivit vanligt, tidigast i Tyskland och Frankrike, men senare även i USA.
År 1932 hade psykologen Howard C. Warren, professor på Princeton University, och ordförande i American Psychological Association, varit på studiebesök på en naturistanläggning i Tyskland. Ett år senare publicerade han en studie med titeln Social Nudism and the Body Taboo, en till stor del positiv skildring av nudismens sociala och psykologiska betydelse. Warren beskrev nudism i terapeutiska termer, han påpekar dess "easy camaraderie" och brist på "self-consciousness". Han noterade en "förbättring av allmän hälsa" bland deltagarna. Andra psykologer publicerade ytterligare artiklar om positiva effekter av nakenhet på 1940- och 1950-talen. Naken terapi utvecklades på 1960-talet parallellt med det som kallades ”encounter group-movement” och sensitivitetsträning
År 1967 hade Paul Bindrim, psykoterapeut i Kalifornien, som arbetade med gruppterapi, noterat att efter långa teapiperioder, kallade "marathon", blev deltagarna öppna och tillitsfulla och kunde även känna sig bekväma för att spontant vara nakna i varandras sällskap. Bindrim framkastade idén att avsiktligt införa nakenhet i de tidiga stadierna i en gruppterapi för att påskynda processen mot ömsesidigt förtroende och emotionell öppenhet. Han tog kontakt kring hypotesen med Abraham H. Maslow, som då var president i American Psychological Association. Maslow gav stöd till en test med ”nude psychotherapy groups” och uppfattade det sociala tabuet kring nakenhet som en fråga om anpassning snarare än en etisk eller moralisk fråga. Maslow betonade betydelsen av diskretion, känslighet och försiktighet vid det praktiska genomförandet. Maslow varnade senare för att känslan av nakenhet och sensuell njutning inte skulle misstas av deltagarna för det verkliga uppnåendet av en psykologisk "high" och befarade att detta skulle kunna hindra utvecklingen av verklig empati mellan individer. 
År 1967 genomförde Bindrim sina första ”nude workshops” i Deer Park, Kalifornien, med omkring 15 till 25 deltagare. Bindrim utvecklade dessa workshops eller möten till maraton-terapier under en weekend med nakenhet vid simbassänger, som också dokumenterades i en film från 1971 med titeln Out of Touch av Canadian Film Board, producerad av Bindrim själv.
Etikkommittén hos American Psychological Association inledde därefter en utredning av Bindrim (som enligt uppgift hade initierats av konservativa politiker). Men på grund av det kulturella klimatet i slutet av 1960-talet och det faktum att nakenheten var helt frivillig, lades utredningen ned. Bindrim blev därefter mer försiktig. Ordet "naken psykoterapi" gav problematiska signaler, han omarbetade sin strategi och i slutet av 1970-talet tonade han ned ”nakenhet” i sitt informationsmaterial. Efter hand togs betoningen på nakenhet bort helt och hållet. Medan andra samtida forskare betonade att social nakenhet inte behöver vara så sexuellt laddat som många föreställer sig.
År 1968 hade The Human Awareness Institute grundats av Stan Dale (1929 – 2007), mediaman, lärare och utbildad transaktionsanalytisk psykoterapeut. Institutet är en organisation som erbjuder workshops kring intimitet, sex och kärlek och har alltid erbjudit workshops och möten där deltagarna tillåts vara nakna. Att nakenhet är nyttig är inte en ovanlig åsikt hos psykologer, Zanthe Taylor konstaterar: ”I would say that nudity is the great equalizer, except it's actually the opposite: nudity reveals how immensely varied we are. And how terribly manipulated we've been when it comes to seeing our own bodies.”
År 2006 genomfördes en studie kring ”The use of nudity in therapy with gay men”, med två mål: att tjäna som en introduktion till värdet av nakenhet som en terapeutisk facilitator, för att bryta igenom motstånd förknippad med nya tankar, och särskilt nakenhet. För det andra att uppmuntra och motivera ytterligare forskning. Forskaren ansåg att nakenhet i terapi, kan hjälpa många människor i framtiden om den bara kan accepteras och användas av fler terapeuter.